# Sh2-132
Sh2 -132是一個位於仙王座的發射星雲。它位於仙王座的南緣，距蝎虎座邊界不遠，沿著銀河系平面；最適合在夜空中進行觀測的時期是七月到十二月之間，這對於北半球陸地地區的觀測者來說非常方便。

## 物理性質
Sh2-132距離地球約3,200秒差距（10,370光年），位於仙王座OB1區域的英仙臂內，這是巨大而明亮的OB星協。電離氣體的恆星非常熱且質量大。特別是兩顆沃爾夫-拉葉星—HD 211564和HD 211853（後者也縮寫為 WR 153）及一顆光譜級O8.5V的恆星和大約十顆 B 級恆星。O級恆星和一顆沃爾夫-拉葉星在光帶中延伸出清晰可見的氣泡無線電波—Shell B，可能源自兩顆大質量恆星的星風。類似但較小的結構Shell A中心附近有一顆K級恆星。